# Andes Foot-Ball Club
El Andes Fútbol Club es un club deportivo del departamento de General Alvear, provincia de Mendoza, Argentina, ubicado en Diagonal Jorge Simón 36. Fundado el día 21 de Mayo del año 1916, el primer presidente fue el Sr. Emilio Sicilia –Rosarino de nacimiento y alvearense por adopción–. El origen de los colores, se supone que provienen de los colores del club al que adhería el fundador Club Atlético Rosario Central fundado 27 años antes en su ciudad natal. El campo de deportes de la institución consta de 5 hectáreas.
En la Liga Alvearense de Fútbol, Andes FC ha ganado 11 torneos locales.

## Historia

### Torneo del Interior 2013
En el año 2013, logró llegar a la quinta fase del Torneo del Interior (TDI), pero no consiguió el ascenso al Argentino B, al empatar en el partido de ida 1 - 1 en cancha del Club San Martín de Monte Comán, y perder en el partido de vuelta por 2 - 1 como local. Se destaca esta participación ya que se jugó solo con jugadores de la liga local.

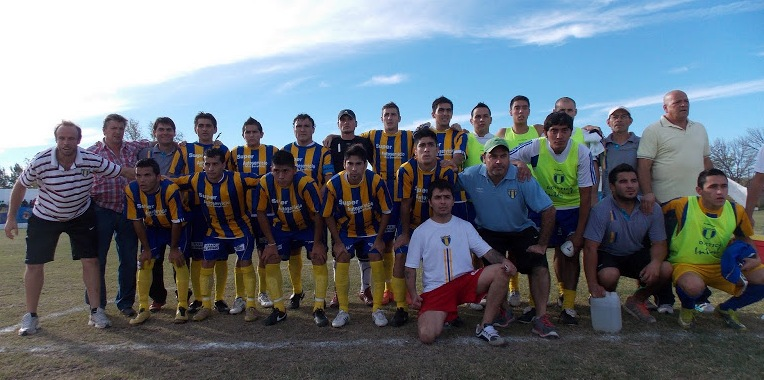
Plantel TDI 2013 

### Torneo Argentino B
Luego de quedar fuera del Torneo del Interior, los dirigentes del Andes Foot Ball Club iniciaron la tramitación para obtener una posible invitación al Torneo Argentino B. Después de presentar correspondiente carpeta de documentación en la AFA, el club recibió la tan ansiada invitación logrando pertenecer a la cuarta categoría del fútbol argentino. Puesto en marcha el proyecto, se procede a formar el equipo que jugará el torneo.
Es cierto que todos los cañones del club apuntan a la participación histórica en el Argentino B de Fútbol, pero en el medio había un compromiso que cumplir por la Liga Alvearense y los jugadores querían los tres puntos. Y se los quedaron: Andes fue superior a Ferro en todas las líneas y le ganó 4 a 2 en el partido correspondiente a la 14ª y última fecha del Clausura 2013.

### Copa Argentina 2013

#### Primera fase
En la primera fase de su primera participación en la Copa Argentina, Andes se enfrentó como visitante contra San Martín de Monte Coman, encuentro en el cual logró un empate 1-1 con goles de Ulises Morán para el local a los 7 minutos del segundo tiempo, sobre el final Juan Ignacio Quintana para el Croto. Este resultado llevó al partido, a la definición por penales.Mientras que para el local: Facundo Castro, Maxi Álvarez, Darío Salas y Emiliano Dichiara. Rodrigo Canales desvió su remate. Para Andes convirtieron: Pablo Sánchez, Luis Aguilera, Juan Quintana. Sebastián Cazola y Dante Barroso. Resultado Final 1-1 (4-5). Así Andes obtuvo el pase a la segunda fase de la Copa Argentina.

#### Segunda fase
En la segunda fase, Andes se enfrentó al Sport Club Pacífico, en condición de visitante. Fue un partido interesante, con varias situaciones para ambos equipos, sin embargo terminó en un empate 0-0 lo que llevó al partido a una definición por penales. En la cual, el local logró la victoria, después de aprovechar un penal errado por los visitantes.

### Archivos históricos
Los siguientes archivos fueron recolectados de medios antiguos, actuales y de la institución. 

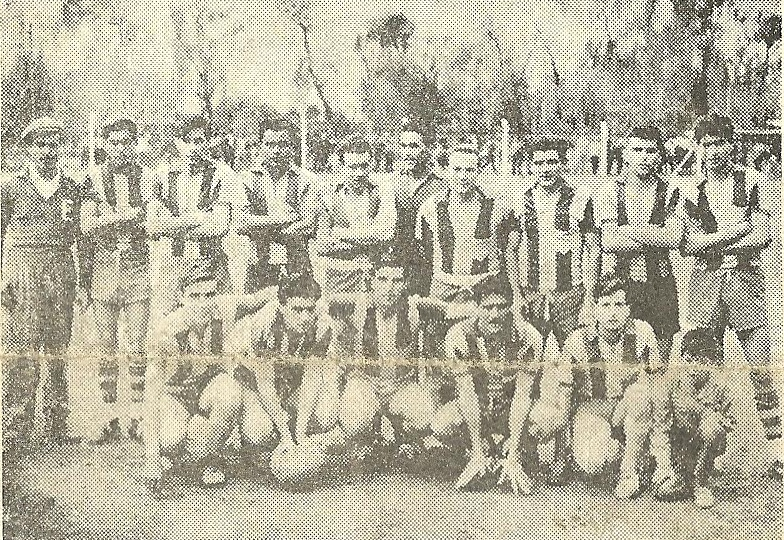
Plantel 1963

## Institución

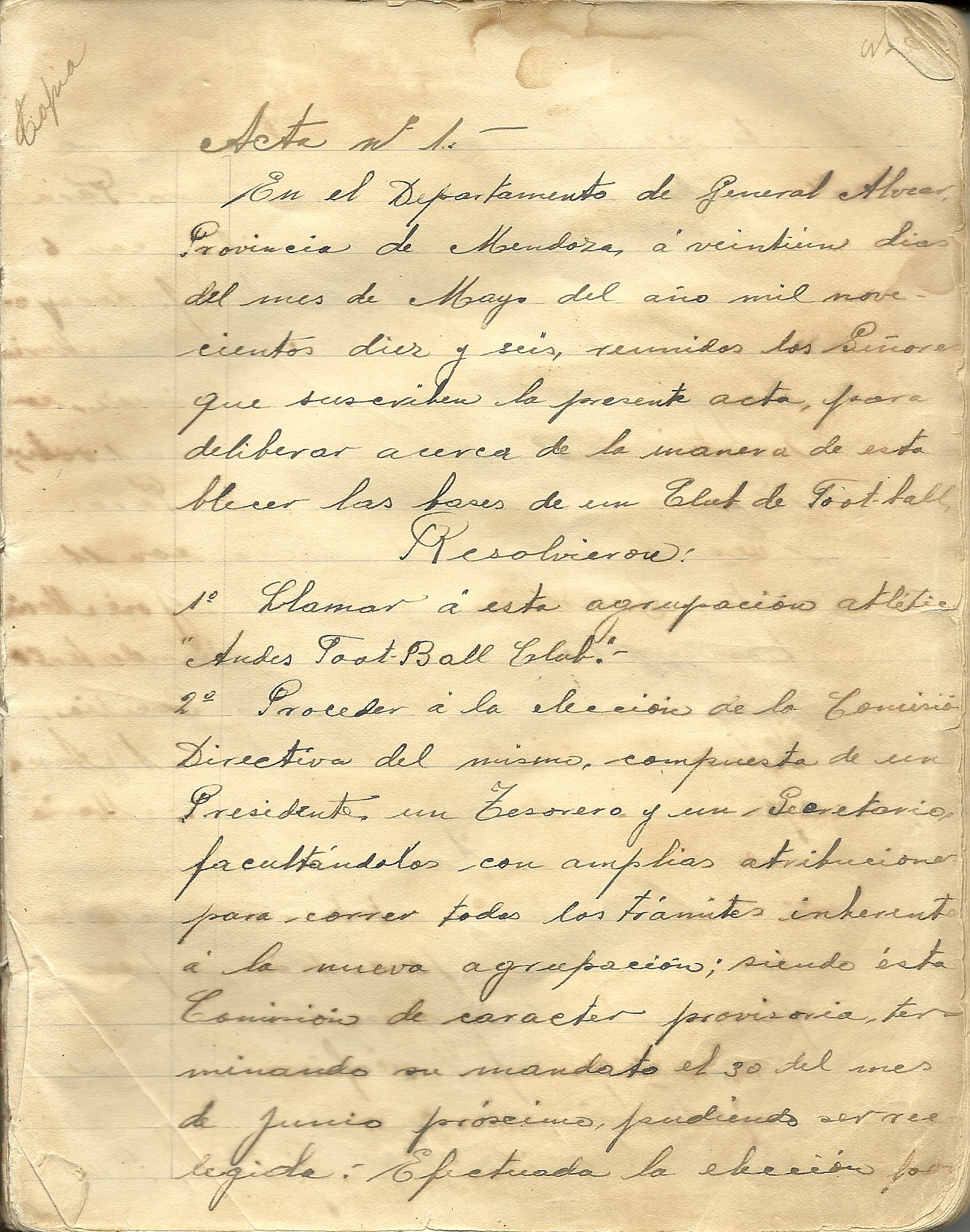
Primer Acta - 21/05/1916, Página 1

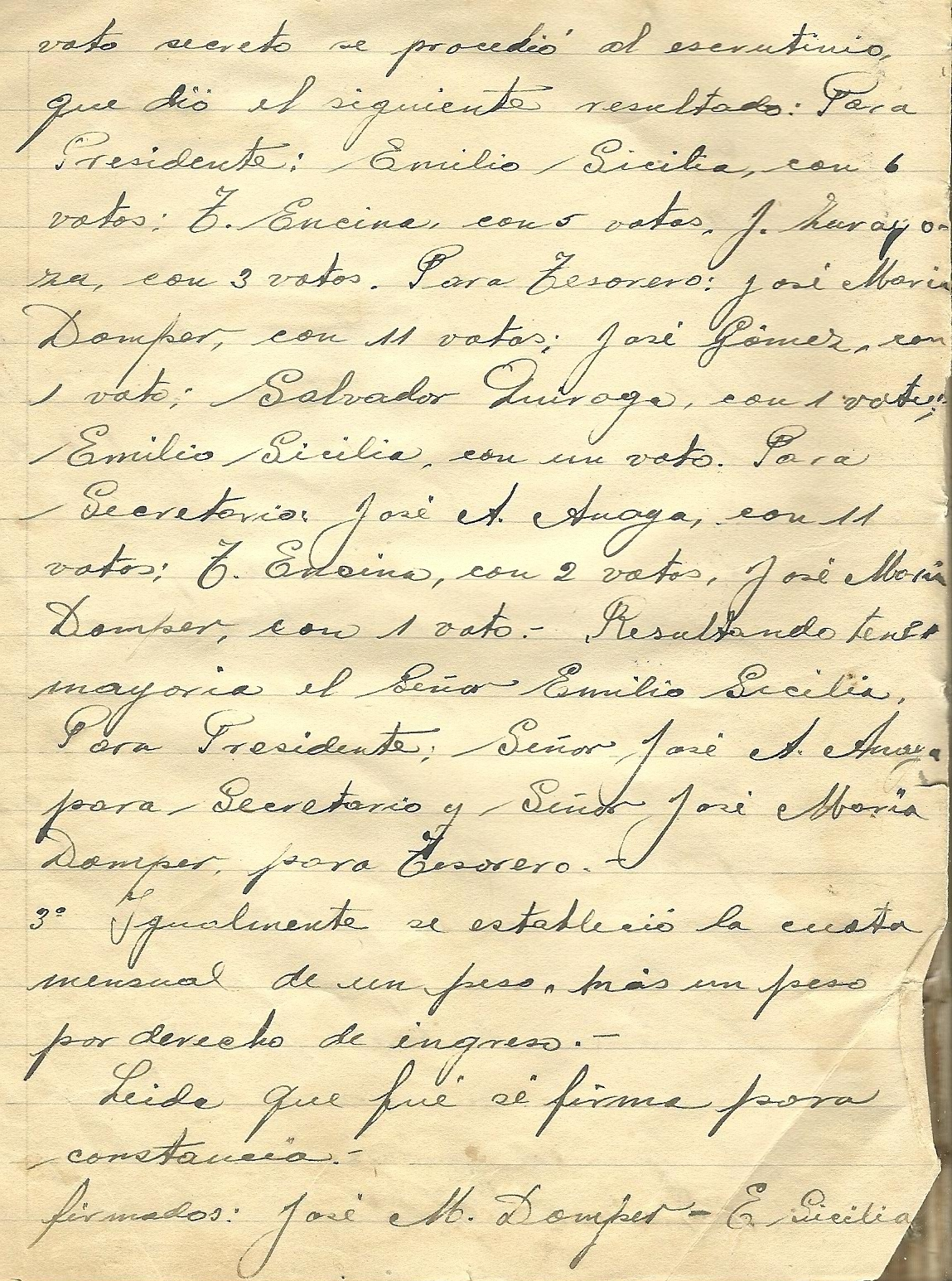
Primer Acta - 21/05/1916, Página 2

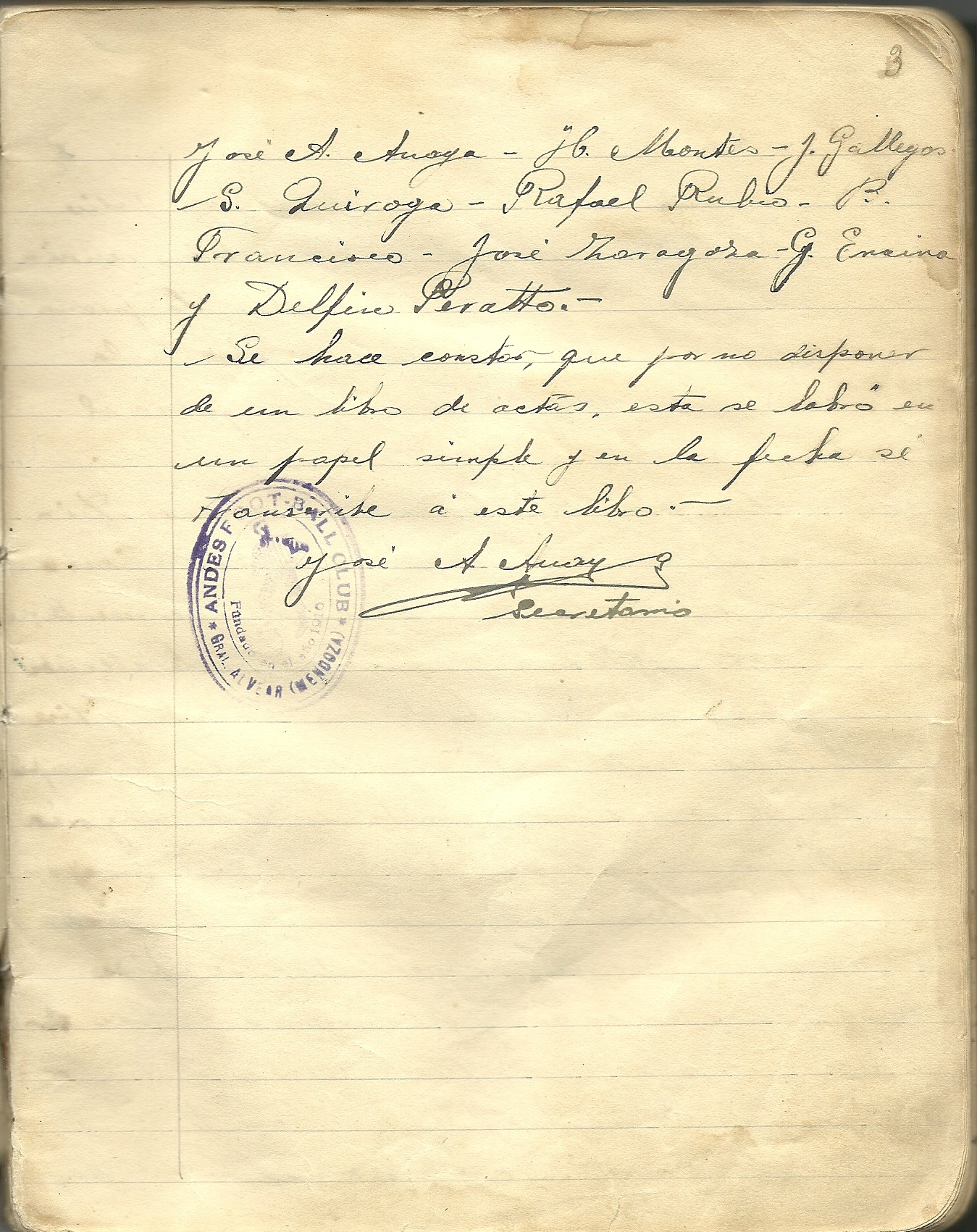
Primer Acta - 21/05/1916, Página 3

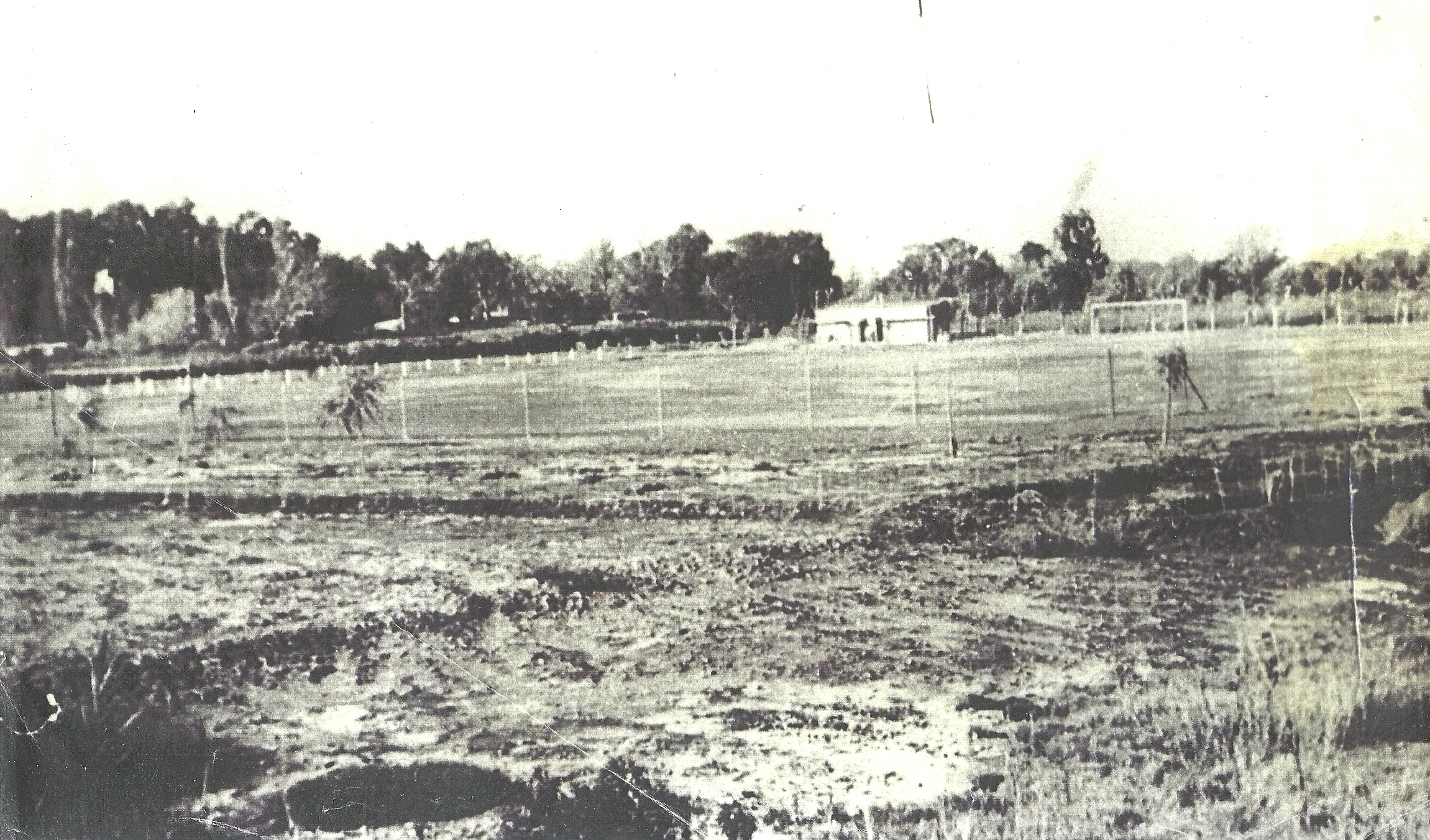
Cancha en sus principios

En el año 1951 se adjudica en "carácter precario" un terreno fiscal. Para la obtención definitiva del mismo, la institución debía cumplir con obras que demostrarían los objetivos a cumplir como club deportivo.
Inmediatamente de concretada la posesión del inmueble, se procedió a la nivelación del terreno y luego de efectuado este trabajo en más o menos una hectárea y media, se ubicó primero la cancha de fútbol, construyéndose dos camarines de material cocido con cimientos de hormigón, con sus correspondientes duchas de agua fría y caliente, instalándose una bomba elevadora de agua. Posteriormente se construyó la cantina y a ambos lados de su parte posterior, se hicieron los baños. También se ha construido una vivienda de tipo familia para el personal que cuida las instalaciones, en una superficie de 70 m² "todo de material cocido". A la entrada se ha construido una pequeña taquilla y la secretaría, que ocupa 8 metros de frente por 4 de fondo, todo de material. En lo que respecta a la cancha de fútbol, está circundada por el correspondiente alambrado olímpico en toda la extensión.
Concretados los proyectos, con fecha 11 de septiembre de 1951 y por Ley N° 1992, las Honorables Cámara de Diputados y de Senadores de la Provincia, sancionaron la desafección del terreno fiscal, facultándose al Poder Ejecutivo para su donación a nuestra institución. Por Decreto N° 4411 de 13 de septiembre del 1960 y según expediente N° 615-A-1960, se efectúa la donación aludida, encargándose a la Escribanía General de Gobierno para realizar la escritura traslativa del dominio, que hasta esa fecha no se había logrado concretar.
No obstante el 11 de agosto del 1964, se le solicita al gobernador Francisco Gabrielli, en su gestión, el terreno fiscal, pero no se obtiene una respuesta concreta.
Luego de dos años el viernes 19 de agosto del 1966:

Según la Escribanía de Gobierno, Testimonio de Donación de Inmueble, Escritura número ciento cincuenta y ocho. En la ciudad de Mendoza, República Argentina. Escribano Julio Manuel Reynoso. Presentes: Gobernador de la Provincia, General de Brigada, José Eugenio Blanco; Ministro de Hacienda, Doctor Jorge Zapata Mercader; Presidente del Club, Héctor Delfín Calella; Secretario del Club, Evaristo Gramage, se le cede al presidente de turno nombrado anteriormente, la escritura definitiva del terreno.

## Estadio

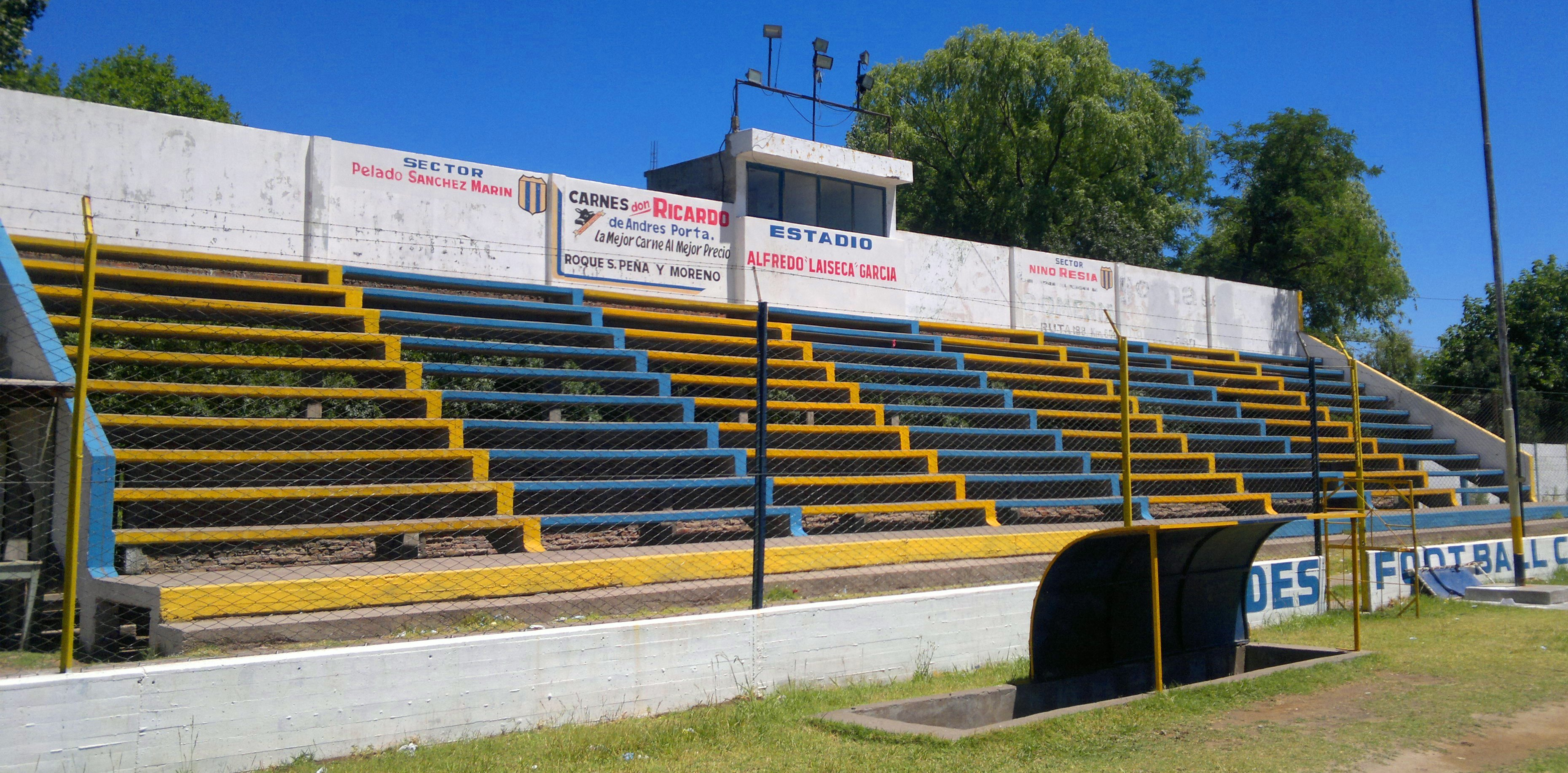
Platea A.F.C. Oeste

Actualmente el estadio del Andes Foot-Ball Club, lleva el nombre Alfredo Laiseca García en honor a un exdirigente  de la institución.
Cumpliendo con todos los requisitos el mismo se encuentra autorizado para participar en la cuarta categoría de fútbol argentino.

## Jugadores

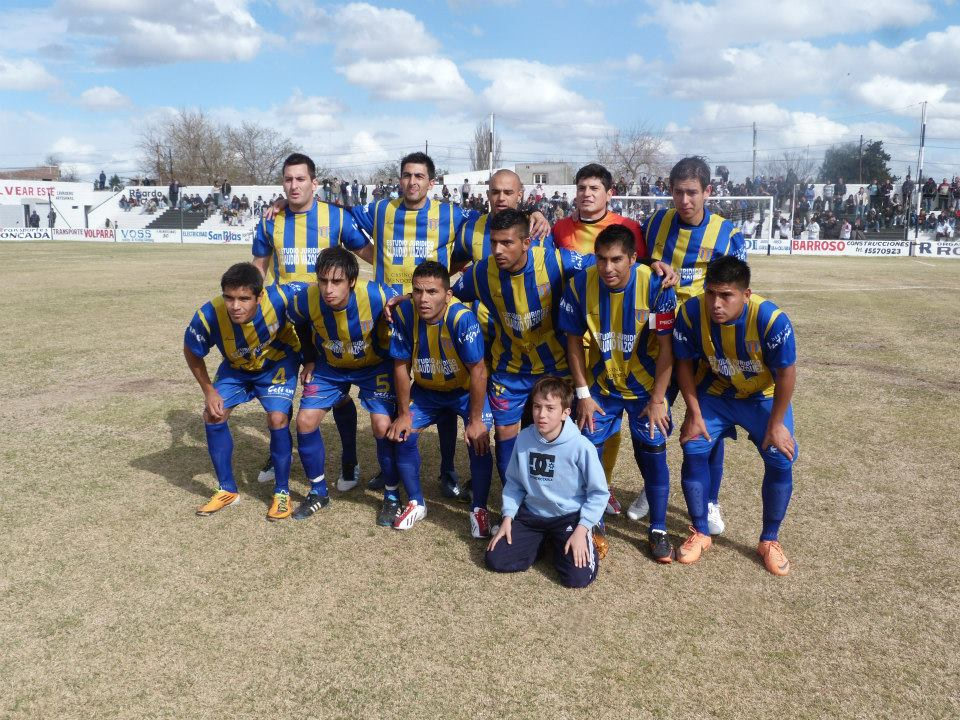
Indumentaria Titular

## Otros deportes

### Bochas
La institución está afiliada a la Asociación Alvearense de Bochas, interviniendo en sus torneos con equipos de Primera y segunda categoría, en los Torneos Individuales, de parejas, y de tercetos, teniendo inscritos alrededor 60 jugadores. Se poseen dos canchas para la práctica de este deporte.

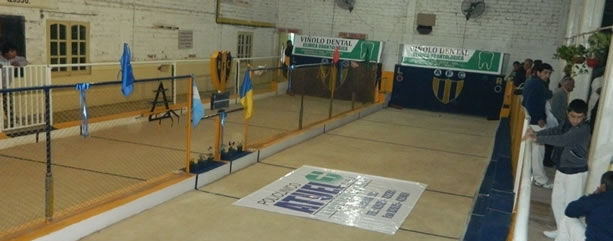
Nuevo piso

El club cuenta con instalaciones con un novedoso piso de Polysan, el primero en Mendoza.

### Salón para eventos
El salón tiene capacidad para 200 personas sentadas, dejando un espacio para pista bailable en el centro del mismo, en el caso de fiestas. De no ser así la capacidad se expande 250 personas sentadas, como por ejemplo para realizar charlas y reuniones.

### Rugby
Se cuenta con la posibilidad de practicar rugby, con una cancha de medidas profesionales. Un grupo de adeptos al deporte conformaron el Cachorros Rugby Club, durante aproximadamente 25 años, siendo el único equipo local en ese momento. Ante incompatiblidad de horarios con la preparación de equipos de fútbol infantil e inferiores del uso del campo auxiliar de deporte, la comisión directiva en ese momento, decidió priorizar el fútbol sobre el rugby, deporte central de la entidad. Dando por concluido el convenio con los rugbistas. Los mismos pasaron a utilizar las instalaciones del Polideportivo departamental.

### Basquetbol
El club estaba afiliado a la Asociación Alvearense de Baloncesto, afiliada a la Federación de Mendocina de Baloncesto y por ende la Confederación Argentina de Baloncesto. Intervenía en los torneos regulares que se disputaban a dos divisiones (Primera y Reserva), contaba con alrededor de 40 jugadores, en el momento de la obtención del terreno el equipo no contaba con cancha para la práctica del dicho deporte, pero luego de algunos años se construyó la mismo. Sin embargo en la actualidad, dejó de existir la Asociación Alvearense de Baloncesto y la cancha no está en condiciones, pero aún posee los tableros correspondientes y se espera en algún momento, volver a ponerla en uso y consecuentemente formar un nuevo equipo.
En el año 2013 un grupo de adeptos al deporte decide, volver a formar la Asociación Alvearense de Básquet, la primera liga solo fue de Básquet Femenino. Mientras que el Básquet Masculino, planea ser iniciado en el 2014. Entre algunos de los clubes que iniciaron presentado equipos está el equipo de Básquet Femenino de Andes.

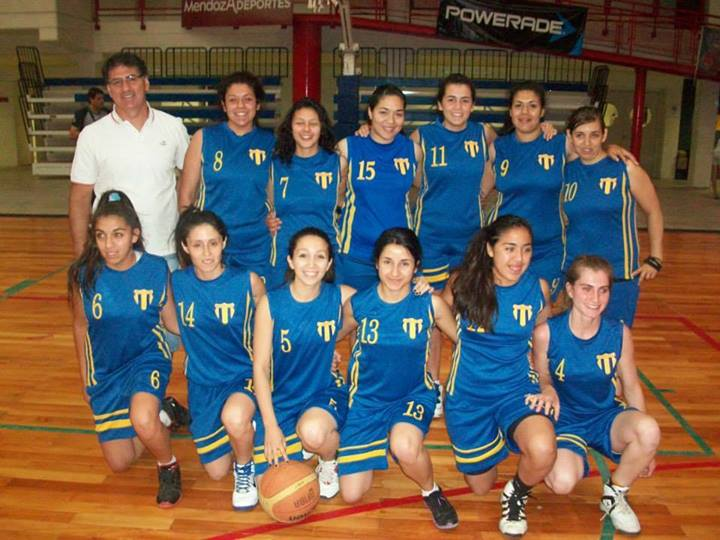
Básquet femenino

### Pileta de Natación
La pileta de natación de 25x12.50 metros (semi-olímpica) que el momento de la construcción debió interrumpirse debido a la muerte de uno de los directivos "impulsor del proyecto", (en un accidente automovilístico con miembros de la cooperativa eléctrica y la partida de otros miembros de Comisión Directiva; Coco Di Paolo), y la partida a otro lugar del país de otro, de los directivos impulsores, Luis Campoo, hizo que la obra quedara inconclusa hasta el día de hoy, siempre con la expectativa de ponerla en funcionamiento.

## Palmarés

### Torneos regionales
- Liga Alvearense de Fútbol (7): 1944/45, 1954, 1965, 1987, 2015, 2016, 2023.[cita requerida]
- Torneo Federal C (1): 2017